# Lamu Town
Lamu Town ist eine Kleinstadt auf der Insel Lamu, die wiederum ein Teil des Lamu-Archipels in Kenia ist. Sie liegt 341 Kilometer auf der Straße nordöstlich von Mombasa, die am Mokowe Jetty endet, von wo aus der Meereskanal überquert werden muss, um die Insel Lamu zu erreichen. Sie ist der Hauptsitz des Lamu County und ihre Altstadt gehört zum UNESCO-Weltkulturerbe.
In der Stadt befindet sich das Lamu Fort an der Strandpromenade, das unter Fumo Madi ibn Abi Bakr, dem Sultan von Pate, erbaut und nach seinem Tod in den frühen 1820er Jahren fertiggestellt wurde. Lamu ist auch der Standort von 23 Moscheen. Die Mehrheit der Bevölkerung sind Muslime.

## Geschichte
Lamu Town auf der Insel Lamu ist Kenias älteste kontinuierlich bewohnte Stadt und war eine der ursprünglichen Swahili-Siedlungen entlang der ostafrikanischen Küste. Es wird angenommen, dass sie im Jahr 1370 gegründet wurde. Der ursprüngliche Name der Stadt ist Amu, den die Araber als Al-Amu (آامو) und die Portugiesen als Lamon bezeichneten. Die Portugiesen wendeten den Namen auf die gesamte Insel an, da Amu die Hauptsiedlung war. Im Jahr 1506 schickte die portugiesische Flotte unter Tristão da Cunha ein Schiff zur Blockade von Lamu, ein paar Tage später traf der Rest der Flotte ein und zwang den König der Stadt zu einem schnellen Zugeständnis, ihnen sofort einen jährlichen Tribut von 600 Meticals zu zahlen. Die portugiesische Aktion wurde durch die Mission der Nation ausgelöst, den Handel entlang der Küste des Indischen Ozeans zu kontrollieren. Für eine beträchtliche Zeit hatte Portugal ein Monopol auf die Schifffahrt entlang der ostafrikanischen Küste und verhängte Exportsteuern auf die bereits existierenden lokalen Handelskanäle. In den 1580er Jahren, ausgelöst durch osmanische Überfälle, führte Lamu eine Rebellion gegen die Portugiesen an. Im Jahr 1652 unterstützte Oman Lamu dabei, sich der portugiesischen Kontrolle zu widersetzen.
Lamus Jahre als omanisches Protektorat in der Zeit vom späten 17. bis zum frühen 19. Jahrhundert markieren das goldene Zeitalter der Stadt. Lamu wurde als Republik unter einem Ältestenrat regiert, der als Yumbe bekannt war und von einem Palast in der Stadt aus regierte; von dem Palast ist heute nur noch ein verfallenes Grundstück übrig. Während dieser Zeit wurde Lamu zu einem Zentrum der Poesie, der Politik, der Kunst und des Handwerks sowie des Handels. Viele der Gebäude der Stadt wurden in dieser Zeit in einem klassischen Stil errichtet. Neben dem florierenden Kunst- und Handwerkshandel wurde Lamu auch zu einem literarischen und akademischen Zentrum.
1812 überfiel eine Koalitionsarmee der Pate-Mazrui den Archipel während der Schlacht von Shela. Sie landeten in Shela mit der Absicht, Lamu zu erobern und das im Bau befindliche Fort fertigzustellen, wurden aber von den Einheimischen in ihren Booten am Strand zurückgeschlagen. Aus Angst vor zukünftigen Angriffen bat Lamu die Omanis um eine Busaidi-Garnison, die im neuen Fort operieren und das Gebiet vor Mazrui-Rebellen entlang der kenianischen Küste schützen sollte.
In der Mitte des 19. Jahrhunderts geriet Lamu unter den politischen Einfluss des Sultans von Sansibar. Die Deutschen beanspruchten Wituland im Juni 1885. Die Deutschen betrachteten Lamu als strategisch wichtig und als idealen Ort für einen Stützpunkt. Vom 22. November 1888 bis zum 3. März 1891 gab es ein deutsches Postamt in Lamu, um die Kommunikation innerhalb des deutschen Protektorats im Sultanat zu erleichtern. Es war das erste Postamt, das an der ostafrikanischen Küste eingerichtet wurde; heute gibt es in Lamu ein Museum, das ihm gewidmet ist: das Deutsche Postmuseum. 1890 kam Lamu unter britische Kolonialherrschaft, wie es der Helgoland-Sansibar-Vertrag vorsah. Seit 1963 gehört die Siedlung zum Staat Kenia, bewahrt aber weiterhin eine gewisse Eigenständigkeit.

## Einwohnerentwicklung
Die folgende Übersicht zeigt die Einwohnerzahlen nach dem jeweiligen Gebietsstand.
| Jahr | Einwohner |
| ---- | --------- |
| 1999 | 11.831    |
| 2009 | 12.767    |
| 2019 | 25.385    |

## Wirtschaft
Lamus Wirtschaft basierte bis zur Abschaffung im Jahr 1907 auf dem Sklavenhandel. Weitere traditionelle Exporte waren Elfenbein, Mangroven, Schildkrötenpanzer und Nashorn-Horn, die über den Indischen Ozean in den Nahen Osten und nach Indien verschifft wurden. Neben der Abschaffung der Sklaverei behinderte der Bau der Uganda Railroad im Jahr 1901 (die vom konkurrierenden Hafen Mombasa ausging) die Wirtschaft von Lamu erheblich. Heute beruht die Wirtschaft vorwiegend auf dem Tourismus. Die Stadt verfügt über einen zentralen Markt. Daneben gibt es Gerüchte über die Errichtung eines Seehafens in Lamu.

## Sehenswürdigkeiten
Die Stadt wurde im 14. Jahrhundert gegründet und enthält viele Beispiele der Swahili-Architektur. Die alte Stadt ist auf der Liste des Weltkulturerbes als „die älteste und am besten erhaltene Suaheli-Siedlung in Ostafrika“ eingetragen. Bedeutende Sehenswürdigkeiten stellen das Lamu Fort und die Riyadha-Moschee dar.

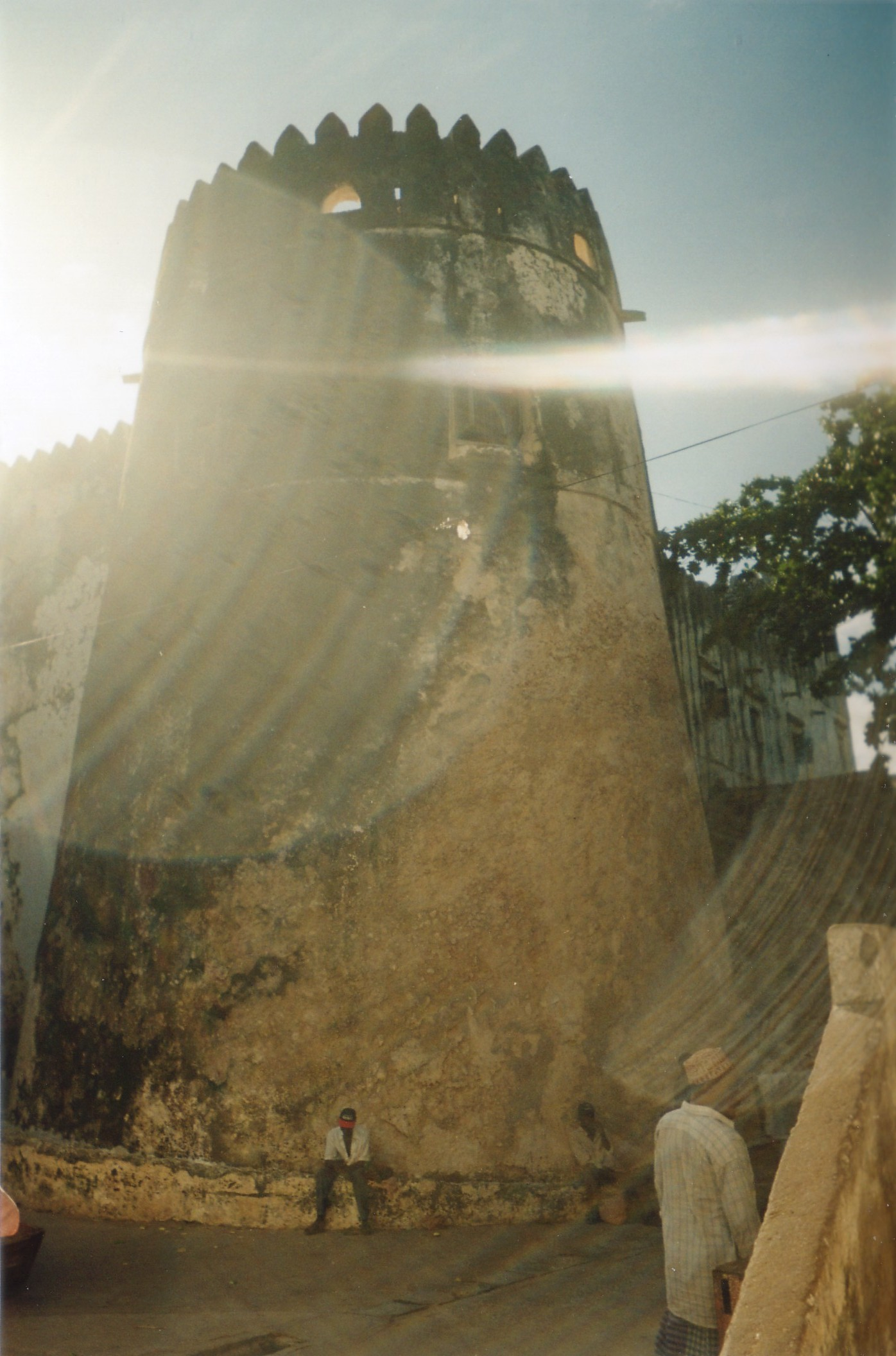
Das Fort Lamu
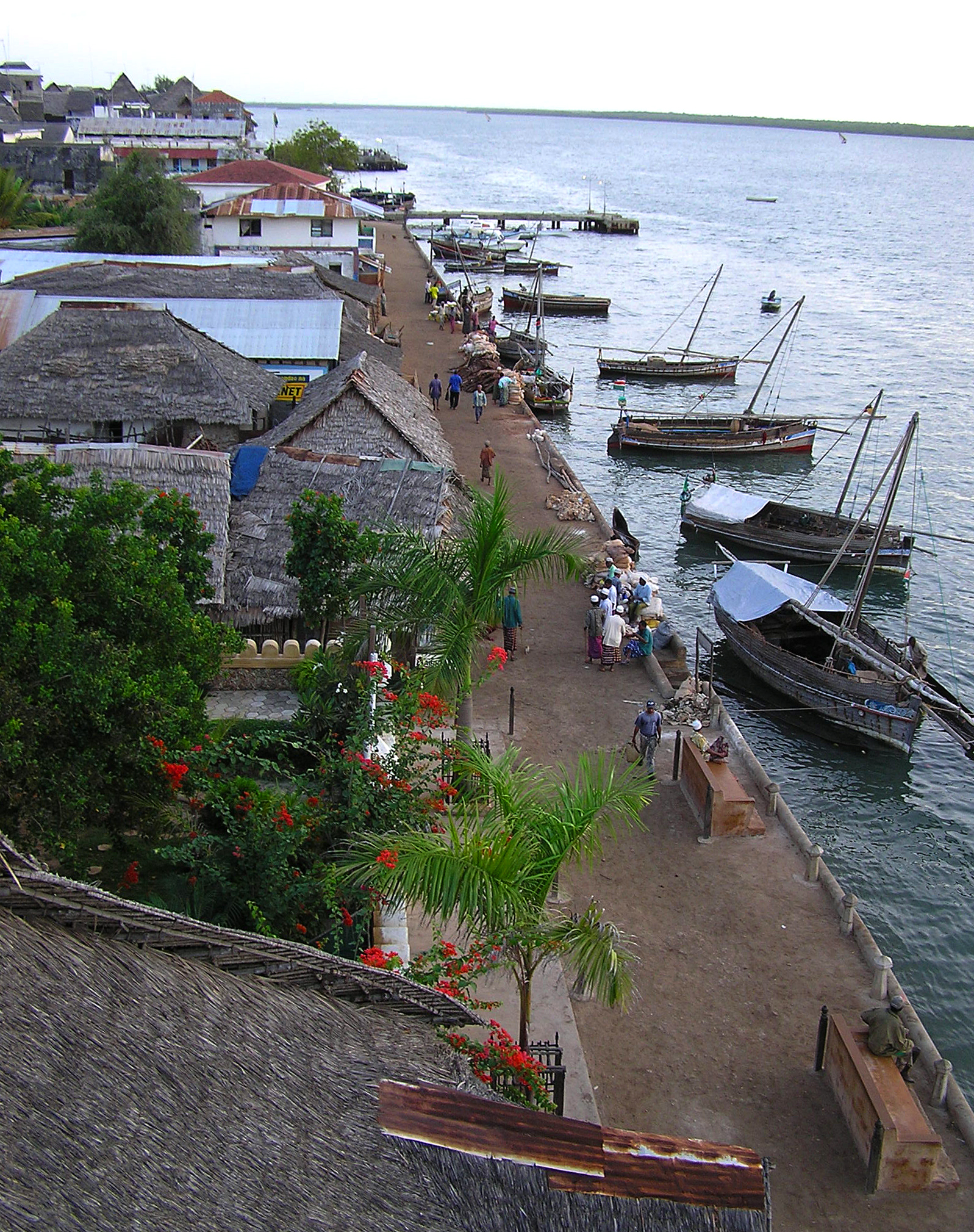
Küste von Lamu
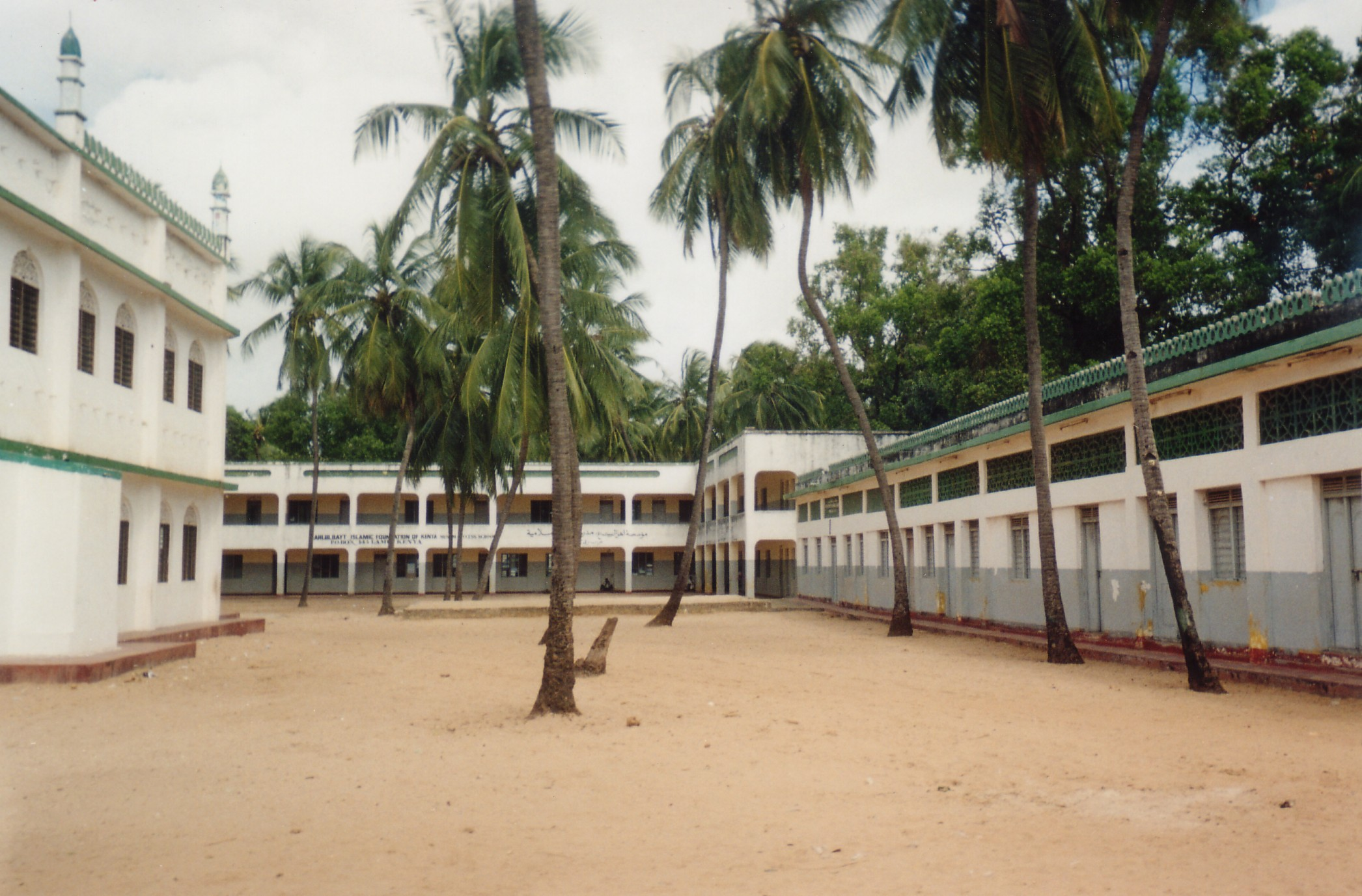
Riyadha-Moschee
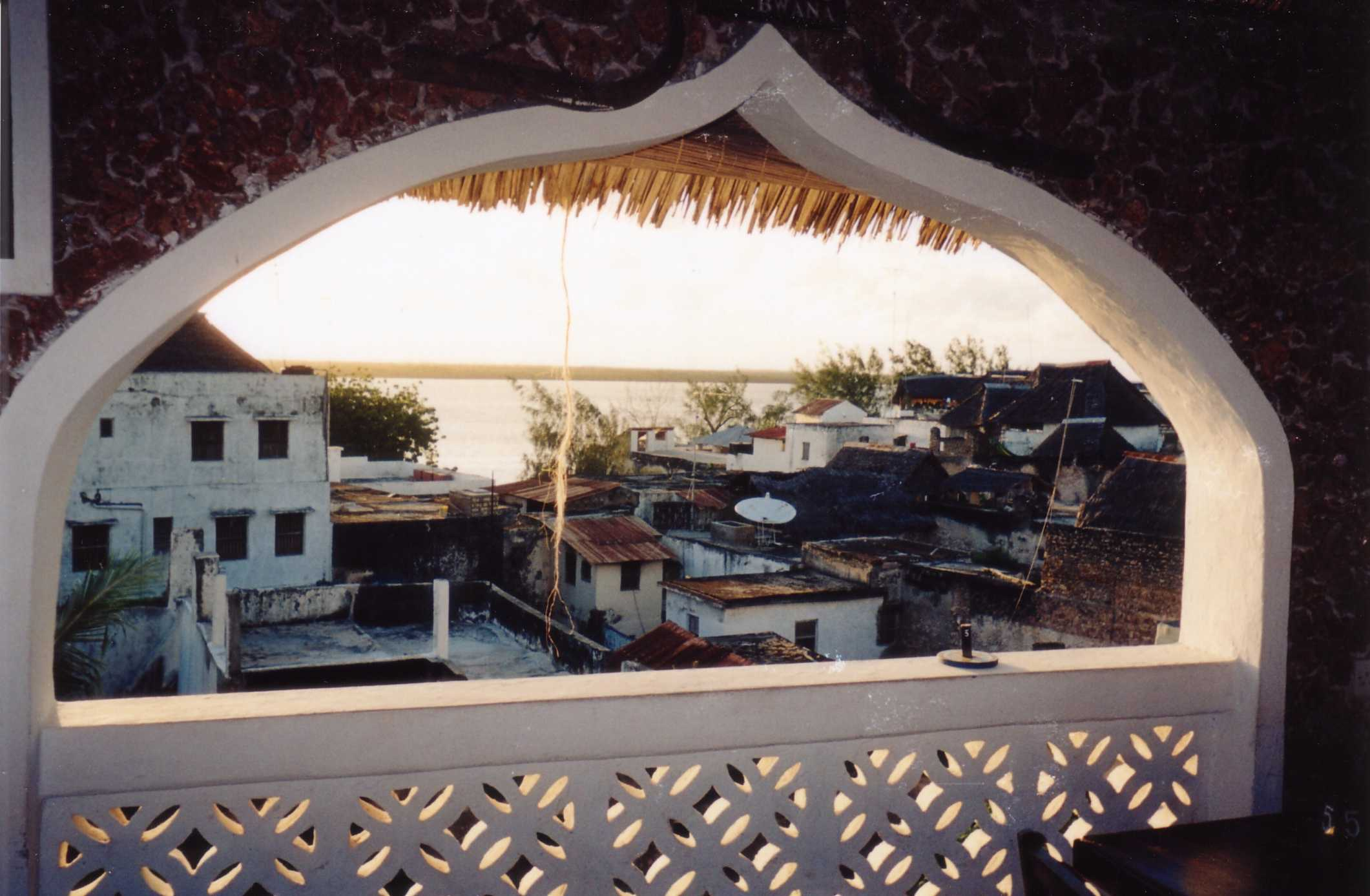
Blick aus dem Stone House Hotel